# Далморез, Эме
Эме Далморез (итал. Aimée Dalmores; умерла 22 января 1920), урождённая Эме Черрути (итал. Aimée Cerruti) — американская актриса итальянского происхождения музыкального театра и немого кино.

## Ранняя жизнь
Родилась в Салерно под фамилией «неаполитанских родителей» Черрути. В возрасте пяти лет вместе с семьей иммигрировала в США. Она вернулась в Европу, чтобы изучать искусство в Париже .
В 1920 году родители Черрути жили по адресу 309 East 144th Street в Бронксе. Джеймс Дж. Черрути, также проживавший по этому адресу, был стенографистом и печатальником в Нью-Йоркском департаменте общественных благотворительных организаций в 1916 и 1917 годах. Он был её братом и сделал карьеру в армейском корпусе связи и позже стал художником; он вспоминал своих родителей-итальянских иммигрантов и их дом в Бронксе, а также свою сестру, «которая сбежала, чтобы стать актрисой».

## Карьера
Бродвейские выступления Далморез включали роли в спектаклях Dancing Around (1914—1915), Josephine (1918) и The Master (1918). Среди других сценических постановок — Taking Chances (1915), The Unchastened Woman (1916), Peace and Quiet (1916), короткая пьеса Анны Коры Моватт Fashion (1917) и Fifth Avenue (1917). Участвовала в спектакле Французский эпизод (1917), поставленном режиссёром Беном Али Хаггином, в конкурсе, проводившемся на Лонг-Айленде в пользу Американского Красного Креста во время Первой мировой войны. В 1918 году она была ведущей дамой труппы Robins Stock в Торонто, где сыграла в спектакле Broken Threads. Её роли в кино были в немых картинах 1917 года, «Скандал» с Констанс Толмадж в главной роли, The On-the-Square Girl по сценарию Уиды Бергер, и «Мадам Фифи».
Далморез считала красивые костюмы «проклятием» в своей профессии, потому что они отвлекали зрителей от её выступлений. «Когда я смогу добиться того, что зрители будут говорить: „Разве она не хорошо играет?“, а не „Разве её платье не красивое?“ Я буду чувствовать, что чего-то достигла», — сказала она газете в 1918 году.

## Личная жизнь
Скончалась в Нью-Йорке от гриппа в 1920 году, её пережили родители. Похороны состоялись в церкви Богоматери горы Кармель в Бронксе.